# 福祉学
福祉学（ふくしがく）とは学問の一つであり、全ての人間が平等に幸福な生活が送れるための筋道や問題解決を研究テーマとしている。福祉に関連した施設や制度のあり方などについての研究も行われている。
日本には福祉学を専攻とした高等学校、短期大学、大学といった教育機関が存在しており、それらは福祉高等学校、福祉大学、福祉科などといった名称が付けられ運営されている。
少なくとも2015年時点では福祉学を専攻した者の多くが介護業界を卒業後の進路とする状況ではなく、それこそ「近年ある大学の福祉学部から60人の卒業生が出れば介護現場労働者は2、3人程度で、そもそも介護事業者に就職したのが10人程度。一番多いのが公務員で、後は福祉学と全く関係ない民間企業に就職している」という話が聞かれるほどであった。